# Didiplis
Didiplis é um género botânico pertencente à família Lythraceae.